# Барталла
Барталла (араб. برطلة‎, сир. ܒܪܛܠܐ) — город на севере Ирака, расположенный на территории мухафазы Найнава. Входит в состав округа Эль-Хамдания.

## Географическое положение
Город находится в северо-восточной части мухафазы, в предгорьях хребта Джебель-Айн-эс-Сафра, на высоте 282 метров над уровнем моря.

Барталла расположена на расстоянии приблизительно 13 километров к востоку от Мосула, административного центра провинции и на расстоянии 340 километров к северо-северо-западу (NNW) от Багдада, столицы страны.

## Население
На 2012 год население города составляло 12 593 человека. В национальном составе преобладают ассирийцы, в конфессиональном — христиане.

## История
Предположительно, население города было обращено в христианство ещё до VI века. Барталла, как и другие окрестные ассирийские поселения, на протяжении своей истории подвергалась нападениям соседей-мусульман (курдов и персов) и несколько раз была разрушена.

## Известные уроженцы
- Игнатий Яков III — патриарх Сирийской православной церкви в 1957-1980 годах[5]
- Афанасий Матти Шаба Матока — архиепископ багдадский Сирийской католической церкви в 1983-2010 годах